# Liste des parcs d'État du Montana
Liste des parcs d'État du Montana aux États-Unis d'Amérique par ordre alphabétique. Ils sont gérés par le Montana Fish, Wildlife and Parks.
- Ackley Lake
- Anaconda Smoke Stack
- Bannack
- Beaverhead Rock
- Beavertail Hill
- Big Arm-Flathead Lake
- Black Sandy
- Brush Lake
- Chief Plenty Coups
- Clark's Lookout
- Cooney
- Council Grove
- Elkhorn
- Finley Point-Flathead Lake
- Fort Owen
- Frenchtown Pond
- Giant Springs
- Granite Ghost Town
- Greycliff Prairie Dog Town
- Hell Creek
- Lake Elmo
- Lake Mary Ronan
- Lewis and Clark Caverns
- Logan
- Lone Pine
- Lost Creek
- Madison Buffalo Jump
- Makoshika
- Medicine Rocks
- Missouri Headwaters
- Painted Rocks
- Parker Homestead
- Pictograph Cave
- Pirogue Island
- Placid Lake
- Rosebud Battlefield
- Salmon Lake
- Sluice Boxes
- Smith River
- Spring Meadow Lake
- Thompson Falls
- Tongue River
- Tower Rock
- Traveler's Rest
- Ulm Pishkun
- Wayfarer-Flathead
- West Shore-Flathead
- Whitefish Lake
- Wild Horse Island-Flathead Lake
- Yellow Bay-Flathead Lake